# Berrichons
Pour les articles homonymes, voir Berrichon (homonymie).
Les Berrichons, anciennement appelés Berruyers, sont les habitants du Berry, une ancienne province française dont l'existence persiste en tant que région culturelle depuis 1790. Sur le plan départemental, le Berry correspond approximativement à ceux du Cher, de l'Indre, d'une partie du Loiret et du Loir-et-Cher. Cela représente un total approximatif de 500 000 individus dits Berrichons en 2016, en se basant sur les chiffres de l'INSEE. La population berrichonne est également une part du peuple français.

## Ethnonymie
L'appellatif Berrichon est mentionné au minimum dès 1721 et signifie alors « habitant du Berry ».
Les habitants du Berry sont généralement appelés Berrichons depuis le XXe siècle et cela par relâchement de la langue, bien que ce gentilé n'ait été admis que tardivement et qu'il ait été condamné par le Dictionnaire de Trévoux (1771) et Hippolyte François Jaubert (1864) qui indiquaient Berruyer, Berruyère comme le seul gentilé correct,. Dans la première édition de l'ouvrage intitulé Les Français peints par eux-mêmes, publiée chez Curmer, il est question de Berruyer(s) ; alors que dans la réédition de cet ouvrage, publiée chez Philippart, il est question de Berrichon(s).
L'appellatif Berruyer(s) est par ailleurs le gentilé des habitants de Bourges, capitale historique du Berry. Quant à Berrichon(s), il est également employé comme gentilé pour les départements du Cher et de l'Indre, sachant que les habitants de ces départements sont autrement appelés Chériens et Indriens.

## Anthropologie et ethnologie
Les Berrichons ont pour ancêtres les Bituriges.

### XIXesiècle
L'inscription gravée anciennement sur une des portes de Bourges donne, dit-on, une assez juste idée des habitants du Berry : purs dans leurs mœurs, affables dans leurs manières, tolérants et sincères dans leur piété. En 1841, le Berruyer de Bourges — autrement dit l'habitant de la capitale du Berry — est un individu passif ayant des mœurs douces et qui n'aime pas les voyages, les entreprises et les révolutions. En bref, toute innovation quelle qu'elle soit. Il est également casanier, farouche et bénin. La bourgeoisie de ce pays, petite aristocratie de terre, de robe ou d'argent, se compose de rentiers indolents, indifférents et incapables du bien comme du mal, qui passent leur vie à manger, à lire le journal, à donner quittance à leurs fermiers, à entasser leurs richesses dans des coffres-forts où, avec le temps, la monnaie devient numismatique, où les écus se changent en médailles, où l'or prend du vert-de-gris, jusqu'à ce qu'un héritier collatéral, né à Paris ou ailleurs, vienne les rendre au roulement de la circulation.
Le paysan est grand et fort et la différence qui existe dans les deux pays de Berry et de Sologne existe aussi dans leurs habitants. Pour en avoir la preuve il suffit de regarder, sur la route qui mène d'une région à l'autre en 1841, les deux cantonniers qui sont limitrophes : tandis que le Solognot lève une fois à peine son marteau à briser les cailloux, le Berrichon l'agite dix fois dans le même espace de temps. Aussi, l'un se nourrit de blé noir et l'autre mange du pain blanc. Le paysan du Berry méprise son voisin pauvre, qui ne cultive que du sarrasin. Il est vain de son froment ; il en connaît le prix, il en exalte les qualités, il le met au-dessus même du grain de la Beauce, par l'abondance de la farine et la finesse de l'écorce. Il le vend au boisseau, qu'il n'appellera jamais hectolitre, malgré les lois et ordonnances, et qu'il mesure avec un rouleau de bois, rasant exactement tout ce qui en dépasse les bords. C'est de par le fait la marchandise importante par excellence.
Dans la première moitié du XIXe siècle, parmi les paysans du Berry aux yeux noirs et aux cheveux bruns, existe une catégorie d'hommes particulière qui contraste avec les autres par ses yeux bleus et ses cheveux blonds. Il est reconnu de prime abord que ce ne sont pas des aborigènes et que ces hommes au teint de lait n'ont pas la même origine que les naturels bistrés du pays. Leur couleur, leur taille, leur langage et leur nom indiquent cette différence. Ils sont appelés foratins, c'est-à-dire « étrangers ». Ils ont l'accent britannique, une stature rigide, des yeux bleus et la peau blanche. En bref, ils seraient les restes de l'invasion anglaise du temps d'Édouard. Depuis le XIVe siècle, ils se sont conservés « pur-sang » au milieu de la France, sans se mêler, sans s'altérer, sans rien perdre de leur physionomie originaire. Ils habitent à cette époque la forêt de Saint-Martin, cultivent spécialement les arbres fruitiers dont ils apportent la récolte en ville dans des paniers attachés sur le dos de leurs mulets. Dans les marchés du Berry, les foratins sont distinguables du reste de la population.

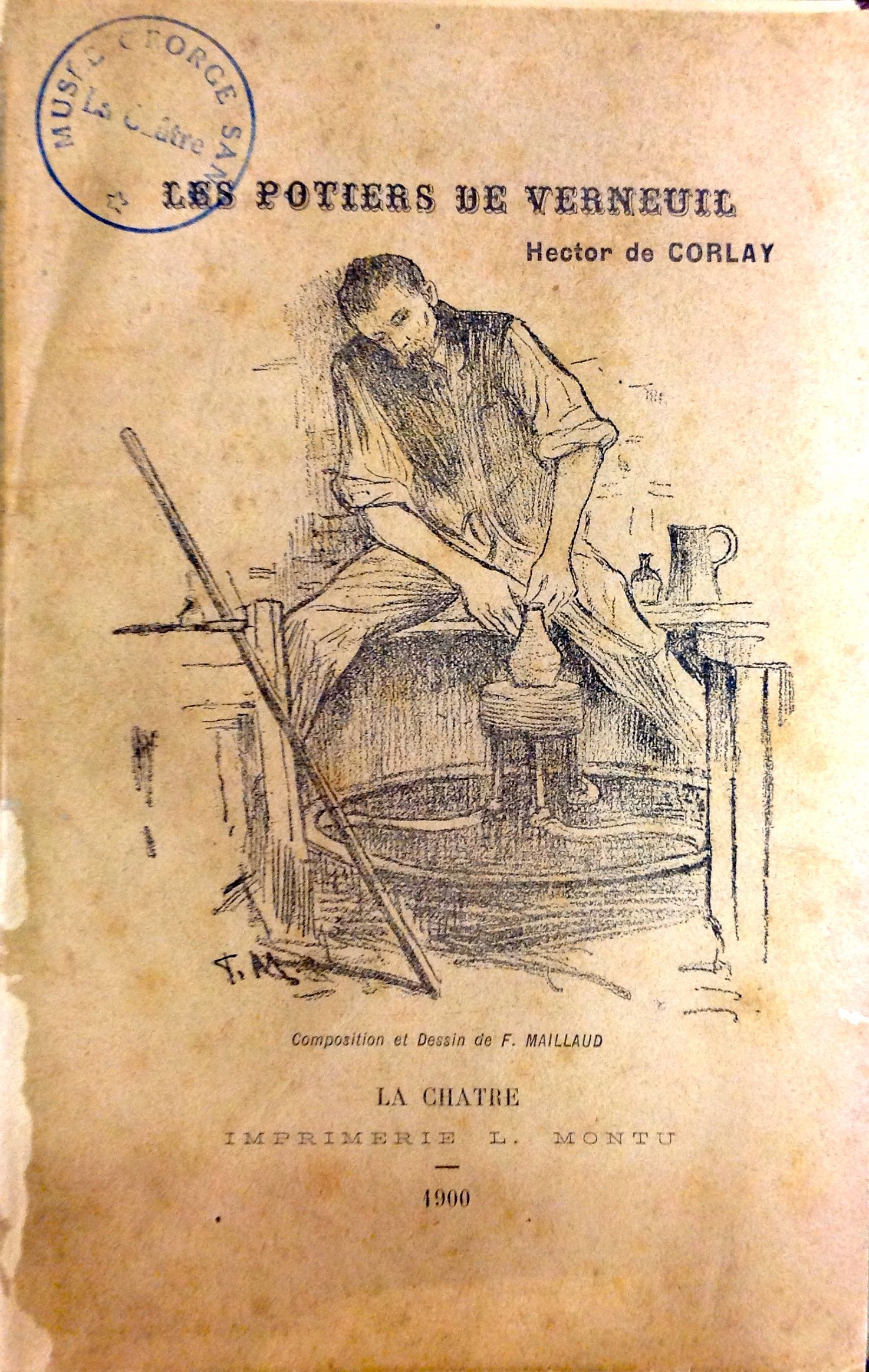
Un potier de Verneuil, dessin de 1900.

Le vigneron du Berry est un « villageois civilisé », un citadin de faubourg, un métis du paysan et du bourgeois, qui ne porte ni grand chapeau comme les gens de la campagne, ni chapeau rond comme les gens de la ville, mais le chapeau à cornes ; qui ne porte ni l'habit à la française comme les uns, ni le frac comme les autres, mais une veste à la carmagnole ; qui sait lire et écrire au besoin, qui comprend même la politique, au moins en ce qui touche spécialement ses intérêts. Concernant les vignerons d'Issoudun, ils se sont insurgés après 1830, à cause de l'impôt des droits réunis. Ils ont battu les employés et brûlé les registres de l'administration.
Après le paysan vient l'ouvrier, qui se divise en quatre catégories suivant la nature même des richesses du pays : le cardeur, le fendeur, le marinier et le forgeron. Avec le blé et la vigne, qui se rapportent au paysan ; le fer et l'eau, le bois et la laine, voilà tout ce qui fait le Berry au XIXe siècle. La poterie et la porcelainerie sont aussi des spécialités de la région berrichonne à cette époque. Du matin au soir, le potier et le porcelainier respirent la poussière, ils travaillent la terre, qui se durcit à la chaleur de leurs mains et s'envole en poudre sous leur outil, les prend à la gorge, les altère, les dessèche et les oblige à s'humecter de temps en temps pour vivre. Travaillant une semaine et ripaillant l'autre, vivant au jour le jour, ils sont presque artistes ainsi que les plus amusants et les plus spirituels des ouvriers. Par ailleurs, ils habitent généralement le département du Cher.
Les cardeurs qui travaillent la laine à Châteauroux dans le département du Indre, ainsi que tous les employés aux manufactures de draps, sont lourds, huileux et mats comme la matière qu'ils exploitent. La misère les obsède là comme à Lyon. Laine ou soie, en tout, le métier de canut n'est pas bon. Ceux de Châteauroux produisent du drap et ne sont pas vêtus. Leur main d'œuvre, qui suffit à peine à les faire vivre, habille toute l'armée de ces pantalons garance qui font la fortune du fabricant.

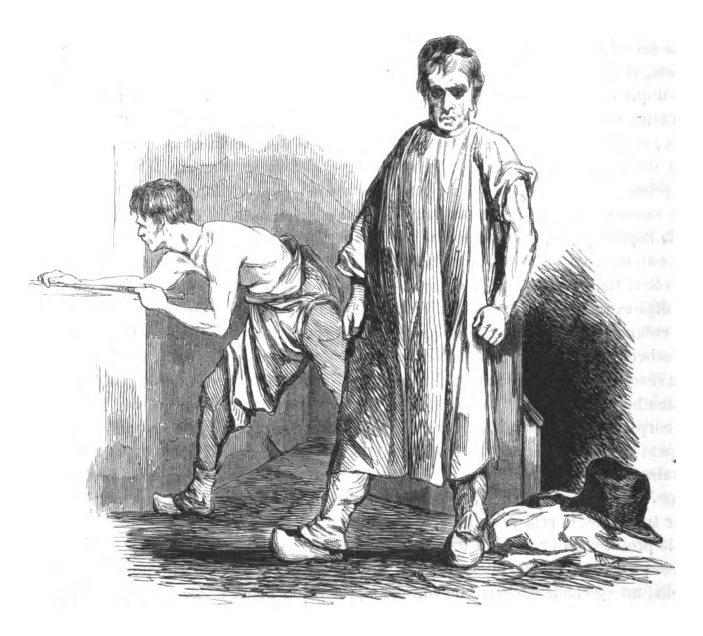
Forgerons du Berry, dessin de 1841.

Les fendeurs vivent en 1841 au fond des forêts, abattent et équarrissent les arbres à grands coups de cognée, scient et fendent les branches et les troncs ; préparent, exposés à toutes les intempéries de l'air, le bois à brûler, le bois à construire, la bûche qui sers pour le chauffage, le toit qui couvre les maisons et, pour tant de fatigue et d'efforts, mangent un oignon par jour avec trois livres de pain, boivent de l'eau croupie, qu'ils puisent dans le creux du chemin, dorment sous une hutte, qu'ils appellent une « loge » et qui est faite de perches, de genêts et de gazon.
Le marinier du Berry est un voyageur et un « déluré », suivant l'expression locale qui signifie un homme résolu et instruit. Certains habitants l'écoutent et le craignent comme un oracle. Il est robuste et leste, aisé dans ses mœurs, dans ses gestes et dans ses vêtements. Il porte d'ordinaire une blouse très courte, un pantalon très large, de petits souliers à boucles, de grands pendants d'oreilles enrichis d'ancres et de câbles d'or, sous un chapeau ciré. Il est du reste querelleur, buveur et fumeur, voire superstitieux comme un véritable marin de la mer. D'autre part, le forgeron et le marinier se valent et se détestent comme leurs éléments, comme l'eau et le feu. Partout où ils se rencontrent, dans la rue, au cabaret, au bal, ils s'attaquent et se battent. Le forgeron est l'ouvrier du fer : c'est un homme durci au feu, devant lequel et contre lequel il travaille nuit et jour. Nu ou seulement couvert d'une longue chemise en toile, de guêtres et de sabots. Il n'y a pas d'exemple de forgeron âgé de cinquante ans car passé cet âge, ils sont comme vitrifiés et se cassent. De plus, dans les forges de cuivre la situation est encore pire.

#### Mœurs, usages et coutumes
Des paysans
Le paysan du Berry est chrétien, surtout le dimanche. Il admet tous les jours fériés, parce que ce sont aussi les jours de repos. Il a pour patronne spéciale sainte Solange, qui fait concurrence à sainte Geneviève, car elle gardait aussi les moutons. C'était une pieuse bergère des environs de Bourges, qui fut vierge et martyre jadis et que les indigènes ne manquent pas d'honorer tous les ans, parce que sa fête, qui se célèbre en été, est une assemblée où ils vont se gaudir sous les ramées, acheter des bouquets artificiels qui contiennent des petits miroirs pour leurs maîtresses. Quelques-uns, plus croyants, y vont encore faire bénir des cornes de cerf, pour être heureux à la chasse, prendre des amulettes pour se préserver eux et leurs troupeaux de la maladie et du tonnerre, accomplir un pèlerinage pour redemander à la sainte la vue ou l'ouïe, une jambe ou un bras, quand par malheur ils les ont perdus. Mais c'est le petit nombre, car depuis longtemps il ne se fait plus d'autres miracles à cette fête que ceux qui, suivant la chanson, s'opèrent dans le bois où l'on va deux et d'où l'on revient trois.
Après son blé, ce que le paysan du Berry respecte le plus, c'est le mouton. Il les vend, il les mène à la boucherie, mais il ne les tue pas et ne les mange pas non plus. Ce n'est pas qu'il soit pythagoricien et qu'il vive seulement de fèves, en crainte de la métempsycose, car il mange du cochon qu'il tue à Noël et qu'il sale pour tout l'hiver ; car il mange du bœuf et même du veau, à la rigueur. Mais le mouton lui est rigoureusement défendu par une sorte de loi d'intérêt, celle-ci a été entendue formulée ainsi : « C'est une petite bête si utile que le mouton ». En effet, c'est après le froment la plus grande ressource du paysan car le mouton lui donne de la laine. C'est aussi pour lui l'occasion de sa plus grande liesse, le « jour des tontes ». Ce jour-là, le paysan traite le bourgeois, le fermier reçoit le maître dans sa maison à sa table, il s'assied à l'aise avec lui et mange la même chose que lui. Il jouit ainsi pendant un moment du droit de l'égalité grâce aux moutons. Ce jour-là, il sent sa valeur. Fort du résultat de ses travaux, fier de montrer au maître les produits du cheptel, les richesses qu'il a créées seul et qu'il va partager avec lui.
Des ouvriers
il y a deux traits de mœurs qui sont particuliers aux ouvriers du Berry. Par exemple, ils ont fait du 1er mai un jour d'honneur ou de honte, de récompense ou de punition : d'honneur et de récompense pour les jeunes filles qui sont restées vertueuses, de honte et de punition pour celles qui ne le sont pas. Ainsi, le premier jour du mois printanier, ils plantent dès l'aurore, avec une sérénade, un arbre fleuri qui s'appelle un mai et portent une récolte de gâteaux et de rubans, devant la maison des demoiselles qui ont gardé leur virginité et, en même temps, ils mettent avec un charivari infernal, une carcasse de cheval à la porte de celles qui ont cessé d'être filles avant d'être femmes. Tel est l'un des deux usages remarquables chez les artisans berruyers. Quant au second, il consiste à prendre le mari qui s'est laissé battre par sa femme, à l'enfourcher sur un âne, la tête de l'homme tournée vers la queue de l'animal et à le promener de cette manière aux quatre coins de la ville, au son des cors, des cornets et de tous les instruments cornus et pointus imaginables.
Mariage
Après la bénédiction nuptiale, au sortir de l'église et en rentrant à la maison, l'épouse, dans plusieurs parties du Berry, trouve un balai jeté en travers du seuil. Si elle passe par-dessus sans le relever, on en conclut qu'elle sera mauvaise ménagère ; si elle ne passe qu'après l'avoir relevé, elle sera un modèle de toutes les vertus. Quoi qu’il en soit, elles le relèvent toutes avant de passer. Vient ensuite un « festin homérique » qui dure un soleil et qu'on n'interrompt que pour danser une danse de toutes jambes et de tout cœur, à laquelle le corps participe en entier des pieds à la tête et qui continue la pleine nuit, après même que les époux sont allés se coucher.
Mais avant d'aller se mettre au lit avec sa femme, l'époux est soumis à son tour à une épreuve qui est moins naïve que l'expérience du balai : c'est l'expérience de la jambe. Il s'agit pour le mari de reconnaître sa femme par la jambe. Voici comment : quand sonne l'heure du repos pour les époux, on fait ranger par terre toutes les femmes de la noce ensemble et sur le dos, on les déchausse de leurs bas et de leurs souliers, on les cache toutes d'un drap, depuis la figure jusqu'aux mollets exclusivement, qui seuls restent à découvert. Dans ce pêle-mêle de jambes nues, le mari doit reconnaître sans se tromper celle de sa femme. S'il met la main dessus, il a le droit d'aller se coucher immédiatement, sinon, son bonheur est renvoyé à la nuit du lendemain. La morale de cet usage est qu'il faut connaître la jambe de sa femme avant de se marier. On compte sur la clairvoyance de l'amour, c'est sa prévoyance qui réussit.
Pour le paysan, le mariage est encore le grand acte de la vie en 1841. Il prend toujours la chose au sérieux et s'unit à la fois d'intérêt et de cœur. Il s'associe tant pour aimer que pour mieux porter le fardeau de l'existence. Les enfants, dit-on encore, sont la richesse du laboureur. Qu'il croie ou non aux proverbes, toujours est-il qu'il se marie pour s'entraider autant que pour satisfaire à la nature. Il fait de l'épouse sa domestique non moins que sa compagne ; il fait de ses fils des serviteurs. Ainsi, la dot de la femme se prélève sur ses deux bras, sur son zèle à la maison, sur son exercice au dedans, pendant que le mari s'occupe au dehors et travaille aux champs. Ainsi les enfants s'acquittent envers les parents par le concours de leurs forces, à mesure qu'elles se développent, jusqu'à ce que l'âge les fasse eux-mêmes à leur tour chefs de famille ou soldats. Le mariage est donc une affaire qui se traite avec toute la solennité qu'exigent son importance et sa durée. Les plus grands frais du paysan sont pour la célébration de ses noces. Il dépense ses économies, s'il en a ; il engage même ses espérances pour acheter son ménage, c'est-à-dire ses meubles et ses habits, pour acheter surtout l'anneau de la mariée, qui est presque toujours en argent, quelquefois en plomb.

## Costumes

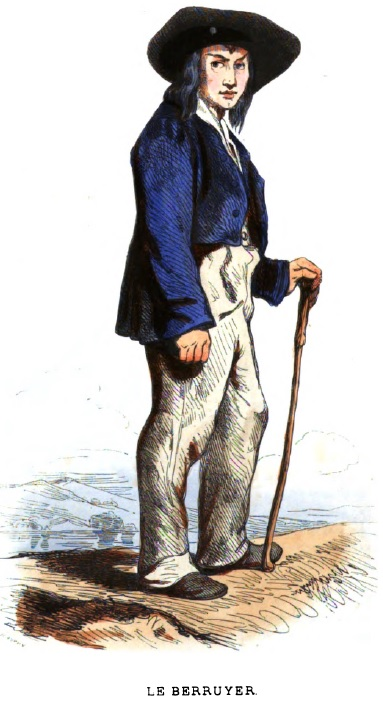
Costume berruyer (1841).
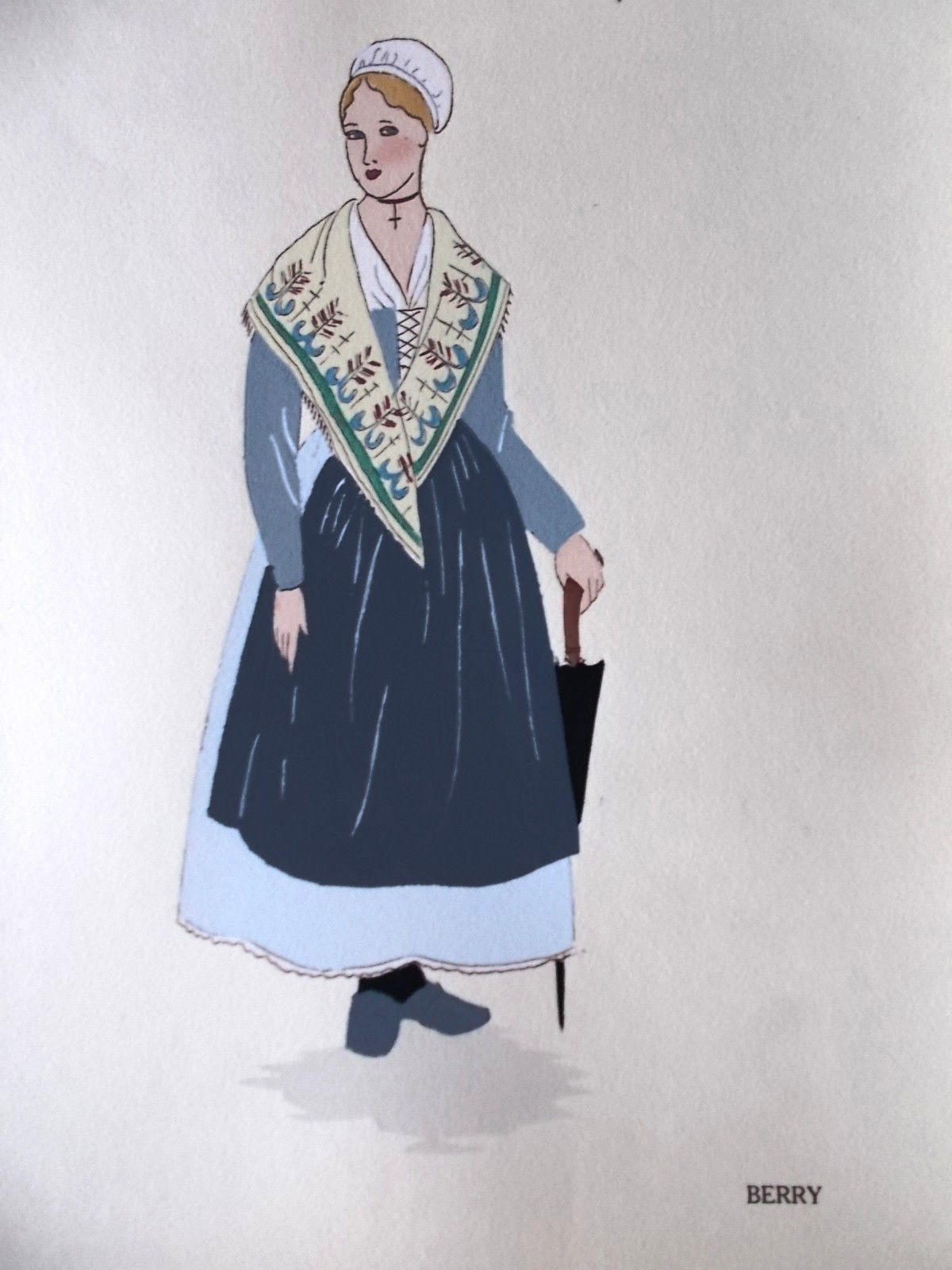
Costume du Berry (1930).
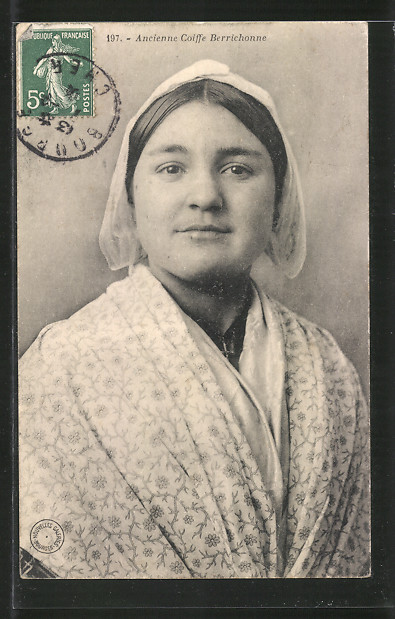
Coiffe berrichonne (1905).
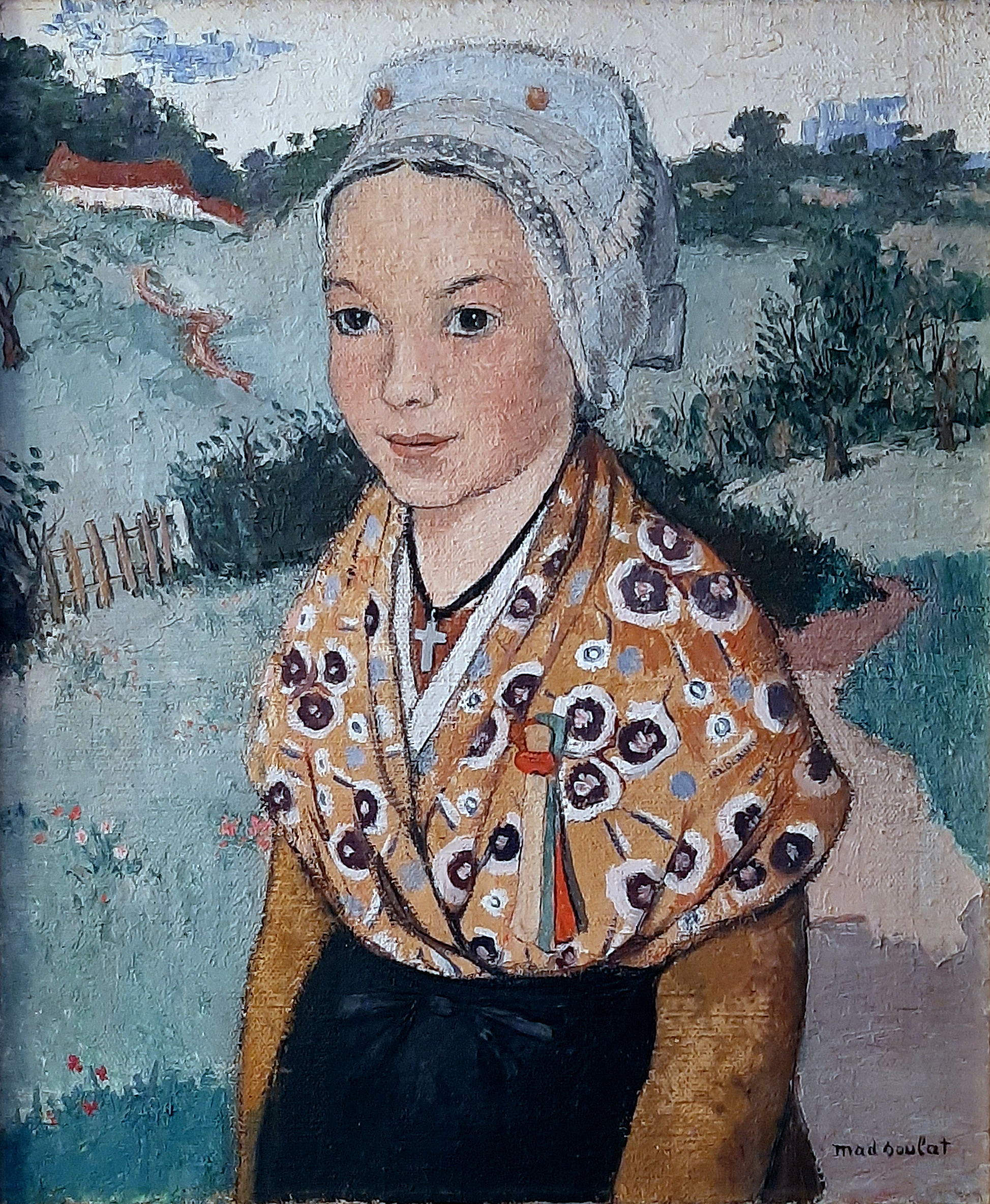
Coiffe carrée de La Châtre, peinte par Madeleine Soulat (vers 1938).

Sans tenir compte des anciennes provinces (Berry, Touraine, Poitou et Marche), le costume des habitants des campagnes du département du Indre est presque partout le même en 1835 et, sauf la qualité des étoffes, il a peu varié depuis de longues années : une culotte et un gilet de gros drap, communément couleur chêne vert, un gilet de toile et un surtout de toile grise, dont la trame est de laine noire ; un large chapeau rabattu, des guêtres de toile, rarement des bas, de gros souliers ferrés, composent l'habillement, la coiffure et la chaussure de la plupart des paysans. Les habitants du Bois-Chaud portent généralement des bas ou des guêtres de drap et des sabots.
L'habillement des femmes de l'Indre est en gros drap pour l'hiver et en toile commune pour l'été. La coiffure de celles qui n'ont pas adopté les modes nouvelles vers 1835 — car les modes commencent à pénétrer dans les campagnes à cette époque — est comme suit : les cheveux longs sont divisés par derrière en deux parties dont elles forment de chaque côté un rouleau qu'elles entourent d'un galon blanc en fil, les deux rouleaux sont tournés autour de la tête et recouverts par les cheveux du devant, une bande en fil blanc arrête le tout. Une calotte ou une caïenne piquée, s'applique sur les cheveux et une coiffe en toile de coton, ordinairement garnie de mousseline, posée à plat et sans plis, complète leur coiffure. La chaussure des femmes est, dans le Bois-Chaud, des sabots et dans la Champagne, des souliers à double couture. Pendant l'hiver et les jours de pluie, elles portent un long et ample manteau de drap tombant jusqu'à mi-jambe et garni d'une capote qui leur enveloppe la tête.
Concernant le Cher, le costume des habitants des campagnes est à peu près le même que dans le département de l'Indre vers 1835.

## Migrations et diaspora
En 1932, les Berrichons, Angevins et Tourangeaux représentent ensemble un total de 72 700 personnes habitant la ville de Paris. Il existe par ailleurs dans cette ville l'Association catholique des Berrichons de Paris.